# Johann Blasius Peintner

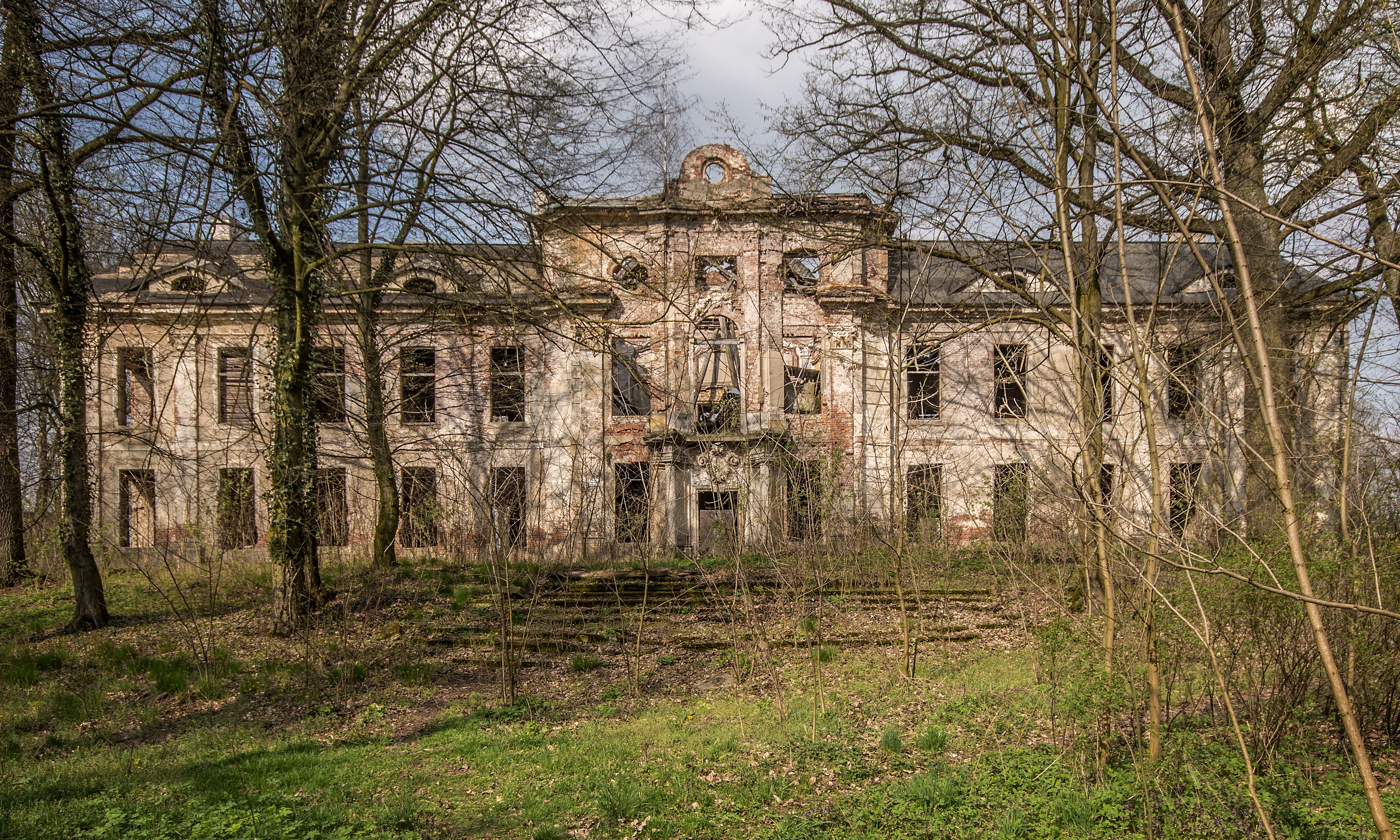
Pałac w Brzezince stan z 2016

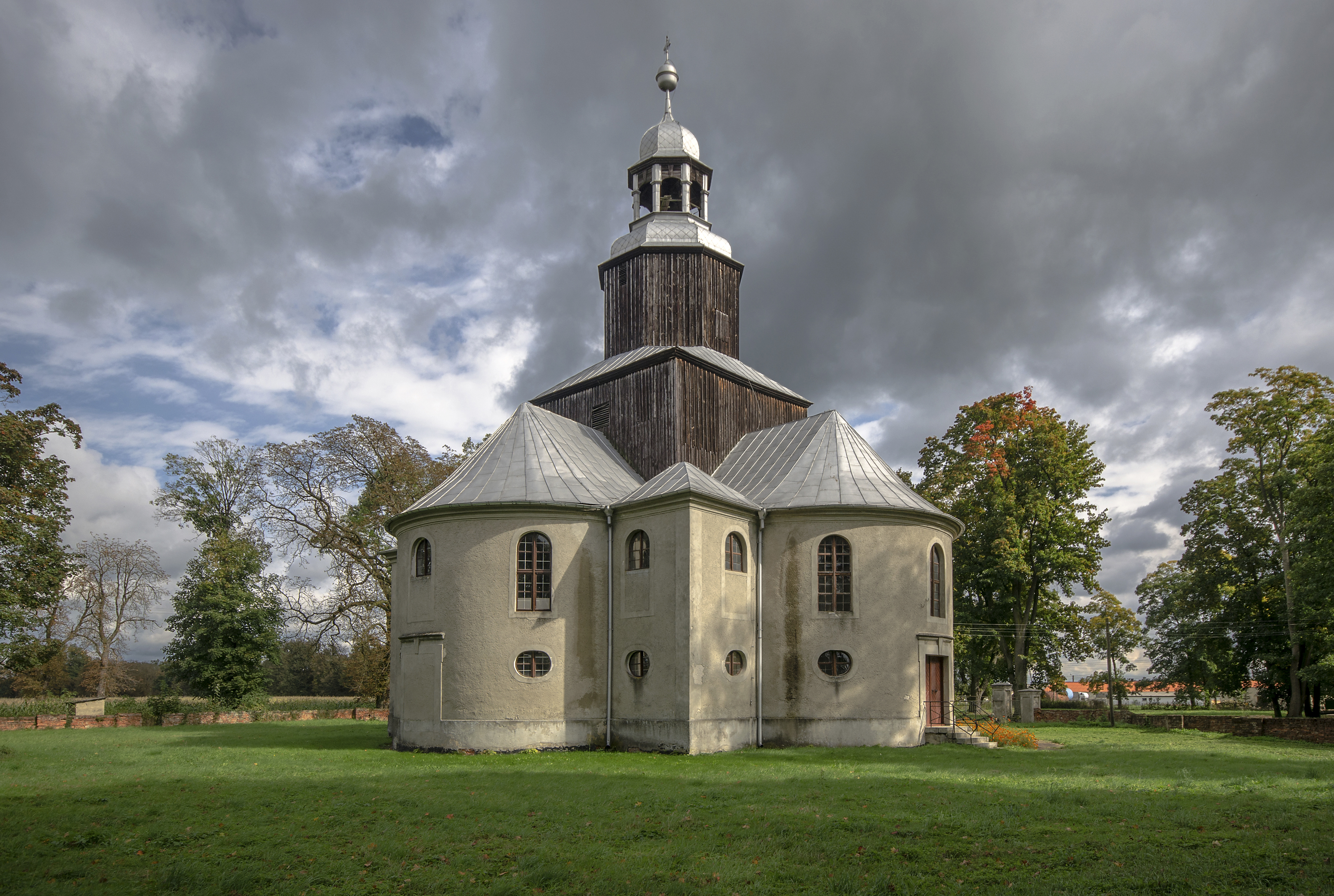
Kościół Wniebowzięcia NMP w Brzezince

Johann Blasius Peintner (ur. 1673 w Gmünd in Kärnten, zm. 1732 w Breslau) – niemiecki architekt działający na Śląsku, kierownik robót przy budowli kaplicy elektorskiej przy katedrze wrocławskiej (1716–1724), która była fundacją biskupa Ludwika Franciszka von Pfalz-Neuburg i zaprojektowana przez Johanna Bernharda Fischera von Erlach.

## Życiorys
Kierował pracami przy budowie Pałacu Królewskiego przy ul. Kazimierza Wielkiego (1719) i wrocławskiego uniwersytetu (1728–1732) oraz pałacu Hornesów. Wykonał korektę projektu Kościoła Świętej Trójcy we Wrocławiu. Projektował również m.in. kościół i kompleks szpitalny przy ul. Pułaskiego we Wrocławiu (1717–1736) oraz kościół i kompleks pałacowo-parkowy w Brzezince.